# Lijst van voetbalinterlands Brazilië - Schotland (vrouwen)
Deze lijst van voetbalinterlands is een overzicht van alle officiële voetbalinterlands tussen de nationale vrouwenteams van Brazilië en Schotland. De landen hebben tot nu toe vijf keer tegen elkaar gespeeld.

## Wedstrijden
| № | Plaats                | Datum            | Competitie                                     | Wedstrijd            | Uitslag |
| - | --------------------- | ---------------- | ---------------------------------------------- | -------------------- | ------- |
| 1 | São Paulo             | 10 december 1996 | Vriendschappelijk                              | Brazilië − Schotland | 5 − 0   |
| 2 | São Paulo             | 12 december 1996 | Vriendschappelijk                              | Brazilië − Schotland | 6 − 0   |
| 3 | São Paulo             | 14 december 1996 | Vriendschappelijk                              | Brazilië − Schotland | 7 − 1   |
| 4 | Brasilia              | 15 december 2013 | International Women's Football Tournament 2013 | Schotland − Brazilië | 1 − 3   |
| 5 | San Pedro del Pinatar | 8 april 2019     | Vriendschappelijk                              | Schotland − Brazilië | 1 − 0   |

## Samenvatting
| Competitie                                | Totaal gespeeld | Winst Brazilië | Gelijk | Winst Schotland | Doelsaldo Brazilië – Schotland |
| ----------------------------------------- | --------------- | -------------- | ------ | --------------- | ------------------------------ |
| International Women's Football Tournament | 1               | 1              | 0      | 0               | 3 − 1                          |
| Vriendschappelijk                         | 4               | 3              | 0      | 1               | 18 − 2                         |
| Totaal                                    | 5               | 4              | 0      | 1               | 21 − 3                         |